# The Abyss
The Abyss — шведский блэк-метал-проект, основанный в 1994 году музыкантами из группы Hypocrisy Петером Тегтгреном, Микаэлем Хедлундом и Ларсом Сёке. На данный момент группа записала 2 альбома: The Other Side и Summon The Beast. The Other Side стал первым альбомом, записанным в Abyss Studio. Также проект принял участие в записи трибьют-альбома «In Conspiracy With Satan — A Tribute To Bathory», исполнив на нём кавер-версию песни «Armageddon». В 1998 году проект прекратил своё существование.

## Состав
- Петер Тэгтгрен — барабаны, бас-гитара
- Микаэль Хэдлунд — гитара, вокал
- Ларс Сёке — гитара, вокал

## Дискография
- The Other Side (1995)
- Summon The Beast (1996)
- In Conspiracy With Satan — A Tribute To Bathory (1998) — кавер-версия песни «Armageddon»
- The Other Side/Summon The Beast (компиляция, 2001)